# Kano Omata
Kano Omata (小俣 夏乃?, Omata Kano; Chigasaki, 24 luglio 1996) è una sincronetta giapponese vincitrice di una medaglia di bronzo nella gara a squadre alle Olimpiadi di Rio de Janeiro 2016.

## Palmarès
- Giochi olimpici

Rio de Janeiro 2016: bronzo nella gara a squadre.
- Mondiali

Kazan' 2015: bronzo nella gara a squadre (programma tecnico e libero) e nel libero combinato.
Budapest 2017: bronzo nella gara a squadre (programma tecnico) e nel libero combinato.
- Giochi asiatici

Giacarta 2018: argento nella gara a squadre.